# 東京都道216号神湊八重根港線
東京都道216号神湊八重根港線（とうきょうとどう216ごう かみなとやえねこうせん）は、東京都八丈町神湊港と八丈町八重根港とを連絡する一般都道である。

## 路線データ
- 起点：東京都八丈町神湊港
- 終点：東京都八丈町八重根港
- 延長：8,267m

## 路線状況
神湊漁港を起点とし、八丈島の中心市街地を通過し八重根港へと至る幹線道路である。

## 地理

### 通過する自治体
- 東京都
  - 八丈町

### 交差する道路
- 東京都道215号八丈循環線